# 구마라천

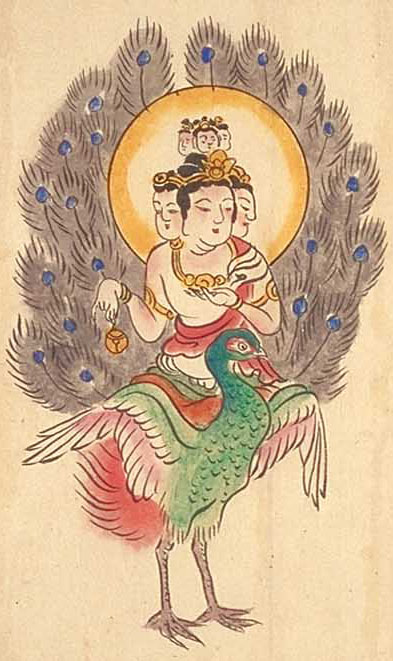
구마라천 도상초(헤이안 시대)

구마라천(鳩摩羅天)는 불교의 천부 중 하나이다. 대자재천의 아들로서 위타천과 동일시된다. 위타천처럼 힌두교의 신 스칸다가 불교로 수용된 것으로서 구마라천이라는 이름은 그의 별명인 쿠마라에서 따왔다.
위타천이 군신으로서 무장한 모습으로 그려지는 것에 비해, 구마라천은 원형인 스칸다에 가깝게 공작을 타는 소년신으로서 그려지는 경우가 많다. 밀교 만다라에서는 육면동자형으로 금강화를 가진 모습으로 서방에 배치된다. 위타천과 달리 단독으로 숭배되거나 신상으로 모셔지는 경우는  드물다.

## 같이 보기
- 위타천
- 카르티케야